# Ericus Simonis
Erik Simonsson, latinskt namn Ericus Simonis, död 1464, var en svensk författare. Han kom från Lommaryd i Jönköpings län och blev 1442 invigd i Vadstena kloster. Han är känd som författaren till handskriften Upc C 9.